# Borrazópolis
Borrazópolis es un municipio brasileño del estado del Paraná.
El nombre dado al municipio fue un homenaje a uno de los primeros propietarios de la parcela de la región e incentivador del progreso de la misma, S.M. Miguel Borraz García. 
El municipio fue creado a través de la ley estatal n.º 790 del 14 de noviembre de 1951, e instalado el 14 de diciembre de 1952, siendo separado de Apucarana.

## Geografía
Posee un área de 334,377 km², se localiza a una latitud 23°56'27" sur y a una longitud 51°35'16" oeste, y está a una altitud de 700 m. Su población estimada en 2005 era de 8.182 habitantes.

### Demografía
Datos del censo - 2000
Población Total: 9.453
- Urbana: 6.432
- Rural: 3.021
- Hombres: 4.751
- Mujeres: 4.702

IDH-M: 0,727
- IDH-M salario: 0,626
- IDH-M longevidad: 0,718
- IDH-M educación: 0,836

## Administración
- Prefecto: Osvaldo Campos de Almeida (2009/2012)
- Viceprefecto: Selma
- Presidente de la cámara: Sebastião Rodrigues Gomes (2009/2010)